# Judy Cornwell
Judy Cornwell, właściwie Judy Valerie Cornwell (ur. 22 lutego 1940) – angielska aktorka.
Od 18 grudnia 1960 jest zamężna z Johnem Kelsallem; ma z nim jedno dziecko.

## Filmografia
- 1955-1976: Dixon of Dock Green
- 1962: Out of This World
- 1963-1989: Doctor Who
- 1964-1970: The Wednesday Play
- 1965-1973: Thirty-Minute Theatre
- 1967: Dwoje na drodze (Two for the Road)
- 1967: Rocket to the Moon
- 1967-1969: Boy Meets Girl
- 1970: Country Dance
- 1970: Bez podtekstów, proszę (Every Home Should Have One)
- 1970: Wichrowe Wzgórza (Wuthering Heights)
- 1970: Paddy
- 1971: Whoever Slew Auntie Roo?
- 1972-1992: Van der Valk
- 1977: The Supernatural
- 1978: The Mill On the Floss
- 1978-1992: Rumpole of the Bailey
- 1980: Cribb
- 1981-1991: Bergerac
- 1983: Jane Eyre
- 1983-1989: Dramarama
- 1984: The Bill
- 1985: Święty Mikołaj (Santa Claus)
- 1986: The December Rose
- 1986-1992: Boon
- 1990-1995: Co ludzie powiedzą? (Keeping Up Appearances)
- 1992: Stłuczone lustro (The Mirror Crack'd)
- 1992: Heartbeat
- 1992: Nice Town
- 1995: Perswazje (Persuasion)
- 1997: Morderstwa w Midsomer (Midsomer Murders)
- 1997: Książę serc (The Student Prince)
- 1997: Wspomnienia Hiacynty Bukiet (The Memoirs of Hyacinth Bucket)
- 1997: Piątka detektywów (Famous Five)
- 1998: The Life and Crimes of William Palmer
- 1999: Szalone Krowy (Mad Cows)
- 1999: Maria, matka Jezusa (Mary, Mother of Jesus)
- 2003: Burmistrz Casterbridge (The Mayor of Casterbridge)
- 2003: The Royal